# Микули, Анатолий Францевич
Анатолий Францевич Микули (1882 — после 1937) — российский и советский скрипач, художник, поэт.

## Биография
Родился в Варшаве в 1882 году, в семье полкового музыканта. Его отец учился у знаменитого педагога по скрипке, бывшего, в свою очередь, учеником Паганини. Первые уроки сыну дал, конечно, отец. В 1905 году он окончил класс скрипки музыкально-драматического училища Московского филармонического общества; совершенствовал образование за границей. 
Его выступления принесли ему быструю славу, критика единогласно признавала его выдающимся скрипачом. Он был единственным в то время исполнителем произведений Паганини такой технической трудности, которые давались лишь выдающимся виртуозам. После революции 1917 года он жил частными уроками, читал лекции о музыке; свои лекции о Паганини сопровождал исполнением его сочинений, аккомпанировала Микули его жена. Был близок с С. Т. Конёнковым, работы которого «Бах» и «Портрет А. Ф. Микули» находились в их доме у Покровских ворот. С ними соседствовали скульптуры из корней деревьев, которые под влиянием Конёнкова в разные годы создавал сам Анатолий Францевич.
С юношеских лет он занимался также живописью. В 1890-х годах занимался в Рисовальной школе Саратовского общества любителей изящных искусств у Гектора Павловича Баракки. Известное на сегодняшний день художественное наследие А. Ф. Микули, сведения о котором отрывочны и редки, составляет чуть более 30 живописных работ. Был участником выставки «Бубновый валет» (декабрь 1910 — январь 1911), I-й выставки картин Московского общества «Звено» в «Салоне искусств» у Покровских ворот (1917), «Выставки пяти» в Музее изящных искусств в Москве (1923). В том же году сблизился с группой художников «Амаравелла», объединявшей художников-космистов. В 1927 году с членами группы «Амаравелла» участвовал в выставке в художественном центре «Corona Mundi» в Нью-Йорке (США).
Также А. Ф. Микули писал стихи, и в 1916 году был напечатан его поэтический сборник «Птица-галка».
В 1938 году был репрессирован и погиб в Магаданском ГУЛАГе.

## Комментарии
1. ↑  По воспоминаниям Конёнкова после экспозиции скульптуры на выставке «Союза русских художников» в 1911 году: 

Пришел скрипач А. Ф. Микули. Увидел «Баха» — побледнел от волнения… «Вы будете продавать эту работу? Какая Ваша цена?» Обескураженный решимостью обычно уравновешенного Микули, я все же назвал цену… На другой день Микули явился снова. «Вот назначенная Вами сумма…» «Где вы взяли такие деньги?…» «Я продал свою скрипку. Это была скрипка Гварнери. Не могу без Вашего «Баха»